# Faillite frauduleuse en droit français
Pour un article plus général, voir Faillite frauduleuse.
En droit français, une faillite est dite « frauduleuse » quand le « failli » se déclare en faillite tout en dissimulant à son profit et/ou au profit d’autres personnes une partie de l'actif, ou s'il est reconnu débiteur de sommes qu'il ne devait pas.
Juridiquement, on ne peut parler de banqueroute qu’à partir du moment où une procédure de redressement ou de liquidation judiciaire a été préalablement ouverte.
La faillite frauduleuse peut être accompagnée d’autres escroqueries (escroquerie à l’assurance par exemple) ou d'un délit d’initié.

## Sanctions
La faillite frauduleuse est punie par la loi. Elle est passible :
- d'amendes pouvant atteindre des dizaines de milliers d’euros ;
- de peines de prisons pouvant être de plusieurs années ;
- d’éventuelles peines complémentaires incluant l'interdiction d'exercer d'une profession commerciale ou industrielle ou de gérer une entreprise commerciale.

Les salariés et les créanciers peuvent se prévaloir des préjudices qui leur ont ainsi été faits et poursuive le responsable ou les responsables en justice.
En France, la jurisprudence a confirmé qu'en vertu de l'article L652-1, « Avoir poursuivi abusivement, dans un intérêt personnel, une exploitation déficitaire qui ne pouvait conduire qu'à la cessation des paiements de la personne morale » est l'une des fautes qui peuvent - « au cours d'une procédure de liquidation judiciaire » permettre au tribunal de « décider de mettre à la charge de l'un des dirigeants de droit ou de fait d'une personne morale la totalité ou une partie des dettes de cette dernière » lorsqu'il est établi, à l'encontre de ce dirigeant, que cette faute  a « contribué à la cessation des paiements ». 
L'article L650-1 du Code de commerce précise que « Les créanciers ne peuvent être tenus pour responsables des préjudices subis du fait des concours consentis, sauf les cas de fraude, d'immixtion caractérisée dans la gestion du débiteur ou si les garanties prises en contrepartie de ces concours sont disproportionnées à ceux-ci. Pour le cas où la responsabilité d'un créancier est reconnue, les garanties prises en contrepartie de ses concours sont nulles ».
Le tort causé aux dirigeants d'une entreprise illégalement mise en faillite par un tiers peut être important. Par exemple en France, « lorsque la résolution d'un plan de sauvegarde ou de redressement judiciaire ou la liquidation judiciaire d'une personne morale fait apparaître une insuffisance d'actif, le tribunal peut, en cas de faute de gestion ayant contribué à cette insuffisance d'actif, décider que les dettes de la personne morale seront supportées, en tout ou partie, par tous les dirigeants de droit ou de fait ou par certains d'entre eux, ayant contribué à la faute de gestion. En cas de pluralité de dirigeants, le tribunal peut, par décision motivée, les déclarer solidairement responsables ». Au Luxembourg, l'article 448 du code de commerce et la jurisprudence (Cour 9 mai 1890, 4, 136.) stipule que « Tous actes ou paiements faits en fraude des créanciers (après la cessation de paiement) sont nuls, quelle que soit la date à laquelle ils ont eu lieu ».

## Détection, évaluation
Sous l'égide de lois et normes et d'autorités liées aux pays (Autorité des marchés financiers  ou AMF en France ;  Securities and Exchange Commission ou « SEC »  aux États-Unis), c'est généralement un tribunal qui confirme la réalité ou le caractère frauduleux d'une faillite.
Pour cela, et en complément des métiers classiquement déjà dédiés à l'enquête judiciaire dans le domaine des malversations financières ou commerciales, il peut faire appel (en Amérique du Nord surtout, où ce métier est en pleine expansion) à un nouveau métier apparu pour prévenir, détecter ou évaluer divers types de malversations comptables : le juricomptable.
Les enquêteurs et tribunaux peuvent s'appuyer sur les données de services fiscaux ou douaniers, sur les comptes de l'entreprise et parfois sur des alertes ou dénonciations (venant de créanciers lésés par exemple) ou sur divers indices comptables ou de comportements anormaux (un acteur potentiellement avantagé par la faillite cherchant visiblement à faire échouer une procédure de conciliation après cessation des paiements, par exemple).
Pour procéder à une liquidation judiciaire, un tribunal peut intervenir sur à la demande de l'entreprise, sur la base d'une plainte, ou d'une requête du ministère public. Dans certains pays dont la France il peut aussi se saisir d'office du dossier et le « comité d'entreprise ou, à défaut, les délégués du personnel peuvent communiquer au président du tribunal ou au ministère public tout fait révélant la cessation des paiements du débiteur ».